# Ґозьдзювка
Ґозьдзювка (пол. Goździówka) — село в Польщі, у гміні Станіславув Мінського повіту Мазовецького воєводства.
Населення — 238 осіб (2011).
У 1975-1998 роках село належало до Седлецького воєводства.

## Демографія
Демографічна структура станом на 31 березня 2011 року:
|          | Загалом | Допрацездатний вік | Працездатний вік | Постпрацездатний вік |
| -------- | ------- | ------------------ | ---------------- | -------------------- |
| Чоловіки | 115     | 22                 | 83               | 10                   |
| Жінки    | 123     | 37                 | 65               | 21                   |
| Разом    | 238     | 59                 | 148              | 31                   |